# Zembrów
Zembrów [ˈzɛmbruf] est un village polonais de la gmina de Sabnie dans le powiat de Sokołów et dans la voïvodie de Mazovie, au centre-est de la Pologne.
Il est situé à environ 2 kilomètres au nord de Sabnie, 15 kilomètres au nord de Sokołów Podlaski et à 96 kilomètres à l'est de Varsovie.